# IV. János konstantinápolyi pátriárka
IV. János, vagy Böjtölő Szent János (ógörögül:  Ιωάννης Δ΄ Νηστευτής, latinul: Johannes Nesteutes), (? – 595. szeptember 2.) konstantinápolyi pátriárka 582-től haláláig.

## Élete
Konstantinápolyban született, és szülei iparosnak szánták, így kezdetben aranyműves mesterséget folytatott. III. János konstantinápolyi pátriárka hívta meg a klérusba, és a Hagia Szophia diakónusává szentelte megbízva az alamizsnaosztás szolgálatával. Mivel erényes, jámbor, idegeneket befogadó, Istenfélő emberként ismerték, egyszer egy vendége, a palesztinai szerzetes Euszebiosz figyelmébe ajánlotta III. János utódának, Eutükhiosz konstantinápolyi pátriárkának is. Eutükhiosz halála után Jánost választották meg új pátriárkának, aki csak egy égi látomásra fogadta el a hivatalt.
A magas méltóságban továbbra is folytatta az egyszerű erényes életét: kitűnt a böjtölésben, ezért kapta a „Böjtölő” melléknevet; jótéteményeit még szélesebb igyekezett osztogatni, és a hozzá forduló szegényektől nem sajnált semmit. Adakozásnak közismert példája, hogy halála után néhány ócska ruhát találtak csak a hagyatékában. János sokat is imádkozott, ezzel próbálta védelmezni székvárosát az idegenek betörésétől, illetve híveit a kísértésektől. János mindamellett egyházjogi vitába bonyolódott Nagy Szent Gergely pápával, mert 587-ben saját magát nevezte ökumenikus (a többi felett való) pátriárkának. A kérdésben a Jánost támogató Maurikiosz bizánci császár igyekezett közvetíteni, így végül nem bontakozott ki komolyabb probléma a kérdésből.
13 évnyi püspökség után tisztes öregkorban fejezte be életét 595-ben. Holttestét a Szent Apostolok templomában temették el az oltár alá. A bizánci egyház szentként tiszteli, és ünnepét szeptember 2. napján tartja. Ismeretes, hogy János gyűjtötte egybe a korábbi kereszténység bűnbánati törvényeit, de mérsékelte azok szigorúságát.

## Legendák életéből
- Még János püspöksége előtt történt, hogy Eutükhiosz pátriárka a Szent Lőrinc templomban imádkozva látomásban részesült. Úgy látta, hogy sok szent, az oltárban ragyogó ruhát vesz magára, és gyönyörű éneket énekel. Az oltárból ezután kijött egy ember, kezében egy edénnyel, amelyből bőséges alamizsnát osztott szét az egybegyűlt szegényeknek. Egyszerre az edény kiürült. A látomás előre jelezte János jövendő méltóságát, és irgalmas lelkületét a szegények iránt.[1]
- János szigorúan lépett fel az egyházi ünnepek érdekében: egyszer Konstantinápolyban a pünkösd előtti napon lóversenyt akartak rendezni. A püspök térden állva kérte Istent, hogy ezt akadályozza meg. Isten, villámlással, viharral, esővel oszlatta szét az ünnepet semmibe vevő emberek látványosságát.[1]
- A pátriárka Istentől csodatevő erőt is kapott. Sok csodás gyógyulás történt imádságai által, és több terméketlenségben szenvedő asszonynak oldotta fel terméketlenségét könyörgéseivel. Állítólag imáival ki tudta űzni a megszállt emberekből a tisztátalan lelket.[1]